# Industry, Texas
Industry là một thành phố thuộc quận Austin, tiểu bang Texas, Hoa Kỳ. Năm 2010, dân số của xã này là 304 người.